# Isonychus denudatus
Isonychus denudatus är en skalbaggsart som beskrevs av Blanchard 1850. Isonychus denudatus ingår i släktet Isonychus och familjen Melolonthidae. Inga underarter finns listade i Catalogue of Life.